# Mistérios de Elêusis

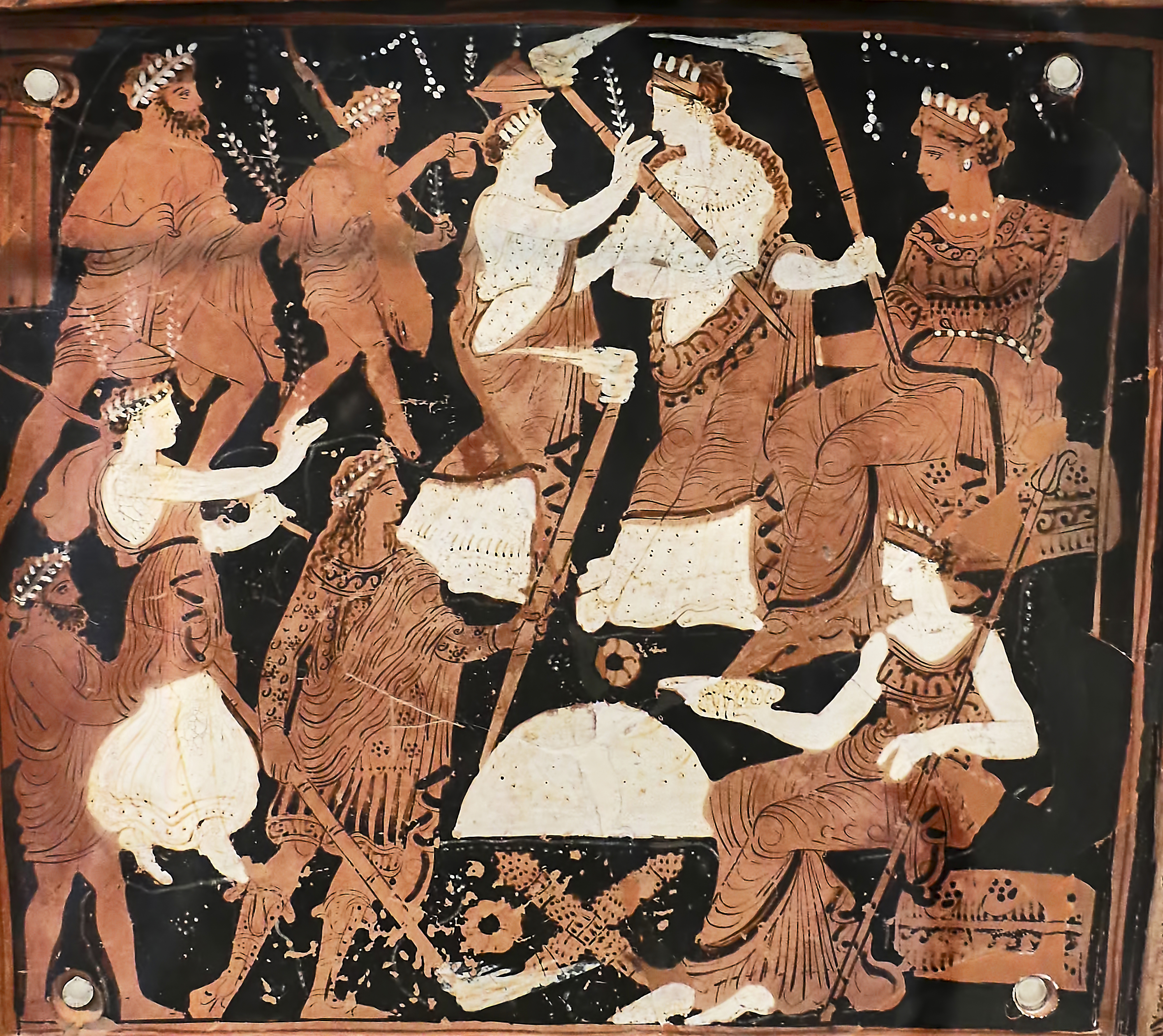
Cena representando os Mistérios, detalhe de ex-voto encontrado no Santuário de Elêusis, c. 450 a.C. No canto superior direito, Deméter está entronizada sobre o cesto que contém os objetos sagrados, e à sua frente a filha Perséfone carrega tochas. Embaixo, o deus Iaco, também com tochas, lidera a procissão de iniciados.

Os Mistérios de Elêusis, também conhecidos como Mistérios Eleusinos, eram ritos de iniciação ao culto das deusas agrícolas Deméter e Perséfone, que se celebravam em Elêusis, localidade da Grécia próxima de Atenas. 
Fundados em tempos pré-homéricos, no período Clássico foram assimilados e expandidos por Atenas, e se tornaram os mais importantes entre todos os que se celebravam na Grécia Antiga, e seu prestígio aumentou ainda mais nos períodos Helenístico e Romano. Os ritos mais solenes da iniciação eram guardados em segredo, só transmitidos a novos iniciados, e quase nada se sabe sobre o seu conteúdo, mas sobre seus efeitos, os numerosos relatos conhecidos de iniciados são unânimes em se referir à experiência como sublime, benéfica e transformadora, tornando as pessoas melhores e livrando-as do medo da morte. Alguns estudiosos propuseram que o poder dos Mistérios Eleusinos vinha do funcionamento da bebida ciceona como agente enteógeno. 
Os Mistérios eram administrados por um grupo de famílias sacerdotais, destacando-se os Eumólpidas e os Cérices, que proviam os principais sacerdotes do culto. Os Mistérios de Elêusis foram extintos pelo imperador Teodósio em 392 d.C., depois da adoção do Cristianismo como a religião oficial do Império Romano, mas deixaram uma importante contribuição para a cultura do Ocidente: inspiraram gerações de poetas, escritores e filósofos; tornaram-se o centro de um rico folclore; foram estudados em copiosa bibliografia acadêmica; deram bases para cultos neopagãos, e hoje fazem parte da cultura de massa, aparecendo em romances, filmes, documentários e outros meios.

## Mitologia

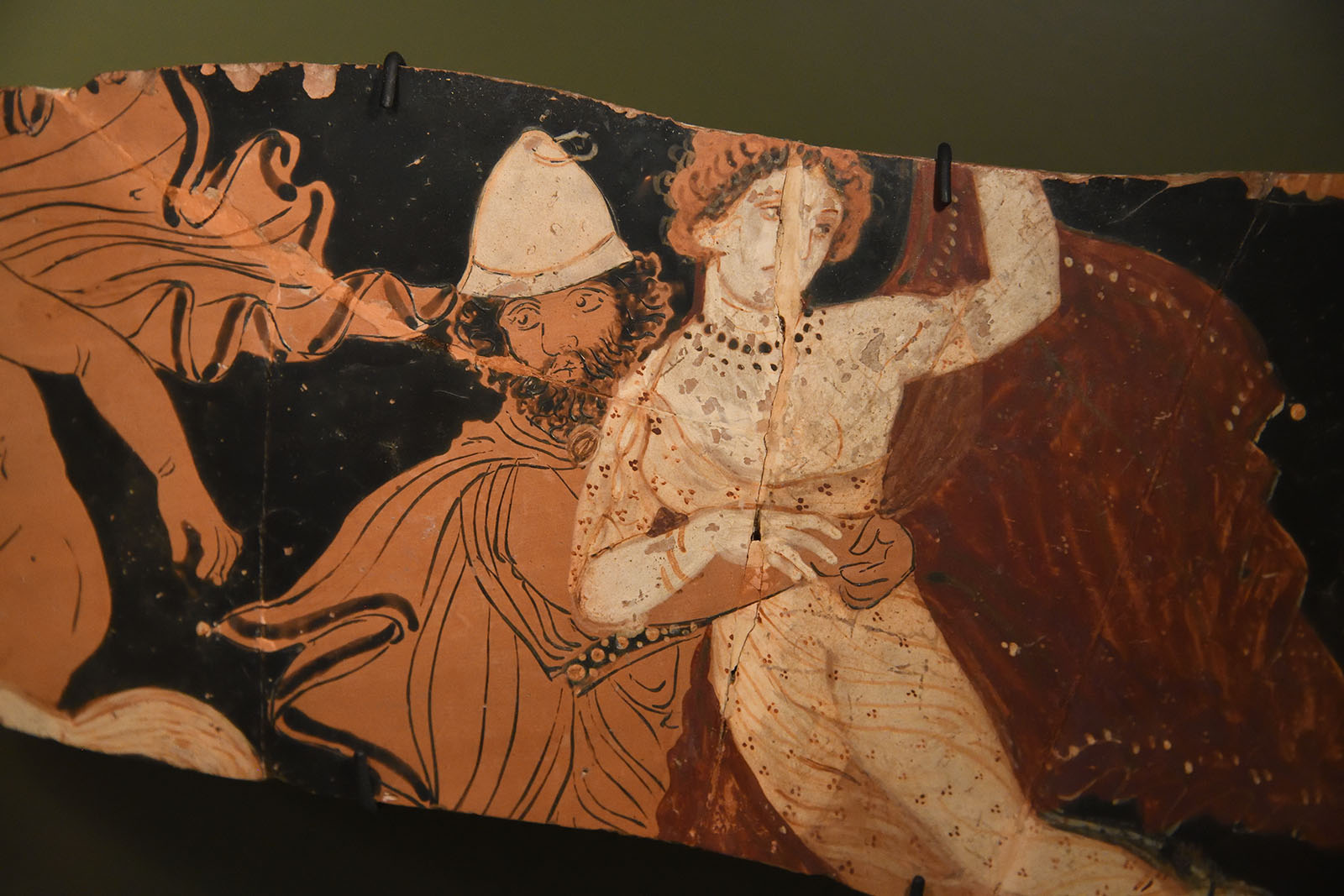
Hades raptando Perséfone, pintura em vaso, c. 350-325 a.C.

O mito em torno do qual giravam os Mistérios era o do rapto de Perséfone, filha de Deméter, pelo deus dos mortos Hades, que a queria para ser sua consorte. Deméter era a deusa da terra, dos grãos e frutas e da agricultura. Na simbologia eleusina clássica, a descida de Perséfone para o submundo era relacionada ao inverno no ciclo das estações: um período escuro, frio e estéril. Ao dar pelo desaparecimento da filha, Deméter, enfurecida e desesperada, jurou secar a terra até que a encontrasse, e a humanidade começou a passar fome. No meio da sua busca, acabou chegando a Elêusis, onde assumiu um disfarce e foi recebida pela família real. Sendo bem tratada, instituiu os Mistérios e fez os primeiros iniciados.
Depois de muito procurar, Deméter achou a filha, mas, entrementes, Perséfone havia comido grãos de romã. Segundo a lei do submundo, uma vez tendo comido algo, ficava-se preso ali para sempre. Inconformada, Deméter apelou para Zeus e obteve um acordo: a filha viveria parte do ano no submundo com o marido, e parte do ano na superfície com a mãe saudosa. Sua subida representava o brotamento das sementes e a chegada da primavera: trazia a felicidade para a mãe, que revogando sua maldição devolvia a fertilidade para a terra. Isso era o que produzia as colheitas fartas, e elas, a possibilidade de haver civilização. A renovação deste ciclo todos os anos representava para os iniciados a eternidade e a imortalidade da alma.

## Arqueologia
A área de Elêusis começou a ser povoada em torno de 2000 a.C., e os primeiros indícios materiais da existência de um culto de Deméter são encontrados entre c. 1450 e 1400 a.C., na época da construção do Mégaro B, um palácio pertencente à família governante, os Eumólpidas, provavelmente contendo um templo ou capela, pois em sua área foram encontrados restos de sacrifícios e ex-votos. A partir de c. 1300-1250 a.C., correspondendo ao início da Idade das Trevas grega, as evidências arqueológicas começam a se tornar muito escassas, e a cidade parece ter sido em sua maior parte despovoada. O Mégaro B parece ter continuado em uso por mais algum tempo, mas depois de c. 1050 a.C. já não é possível provar que o culto tenha sobrevivido.

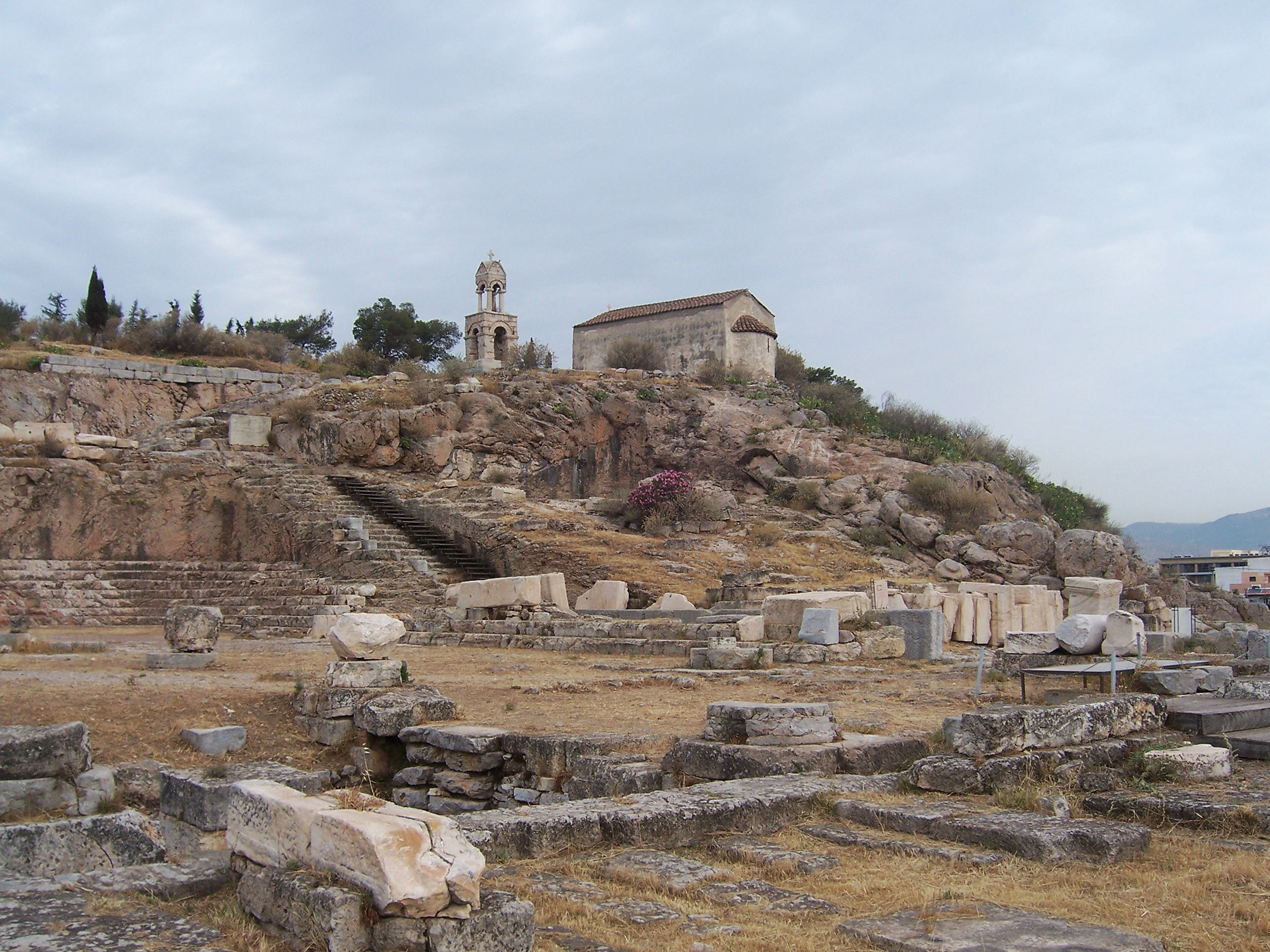
Em primeiro plano, as ruínas do Telestério, onde era realizada a iniciação

Somente no século VIII a.C. o culto é retomado inequivocamente, e no século VII a.C. já se encontrava em grande florescimento, adquirindo uma fama pan-helênica, sendo documentada a reconstrução do Mégaro B em maior escala, com um terraço e uma grande escadaria de acesso. Uma campanha de sucessivas ampliações do santuário se desenvolveu nos séculos seguintes, adicionando um novo templo de Deméter (o Telestério ou Sala de Iniciação), muros, uma avenida processional, altares para heróis, um grande cemitério e a Casa Sagrada, onde vivia o hierofante e a alta sacerdotisa de Deméter.
No século VII a.C. é provável que Elêusis já estivesse sob o domínio ateniense, embora haja controvérsia a respeito de quando isso realmente ocorreu. Seja como for, durante o governo de Sólon, no século VI a.C., é certo que a cidade já estava assimilada por Atenas, e os Mistérios foram então incorporados aos cultos estatais atenienses e regulamentados.
Em 480-479 a.C., durante as Guerras Médicas, a cidade e o santuário foram destruídos. Depois da retirada dos persas, diz a tradição que a reconstrução foi promovida por Címon, mas mais provavelmente ocorreu no governo de Péricles (461-429 a.C.).

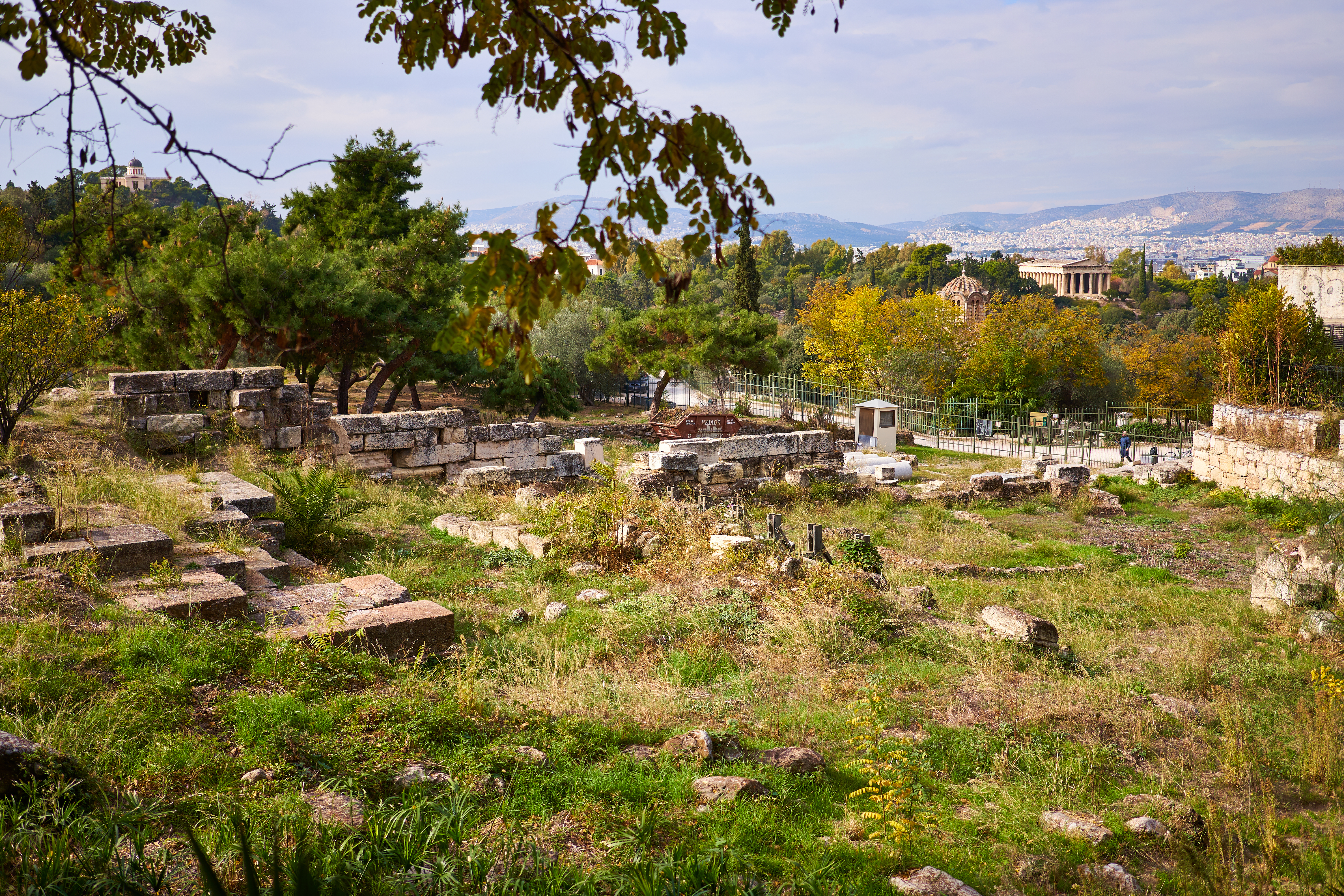
Ruínas do Eleusínio de Atenas

As evidências arqueológicas mostram uma contínua expansão do santuário entre os séculos VIII e V a.C. O Telestério sempre permaneceu em uma posição central em relação às outras estruturas, situado sobre um terraço monumental e envolvido por fortes muros que impediam o acesso dos não iniciados. A cada vez que o santuário era ampliado o Telestério também aumentava, obrigando a uma constante substituição das estruturas secundárias, empurrando-as para as novas margens do complexo. Não há nenhuma evidência de altares de sacrifício no interior dos muros, mas há diversos nas áreas externas abertas ao público em geral, ao longo da Via Sacra e no Eleusínio, um santuário menor em Atenas. Em contrapartida, foram identificados dentro dos muros cinco poços profundos que eram usados para certo tipo de sacrifícios de leitões, contendo restos de ossos.
Em 170 d.C. o santuário foi novamente destruído durante a invasão dos sármatas, sendo reconstruído e embelezado sob o patrocínio dos romanos, que então dominavam a Grécia. Nesta época são adicionados templos secundários para Ártemis e Posídon e outros anexos. Com a adoção do Cristianismo como a religião do Império, os Mistérios foram suprimidos pelo imperador Teodósio em 392 d.C. Neste ano o exército de Alarico invadiu e destruiu o santuário. Os cristãos mais tarde acabaram de devastar o local, e no período Bizantino a área estava praticamente deserta, assim permanecendo até o século XVIII.

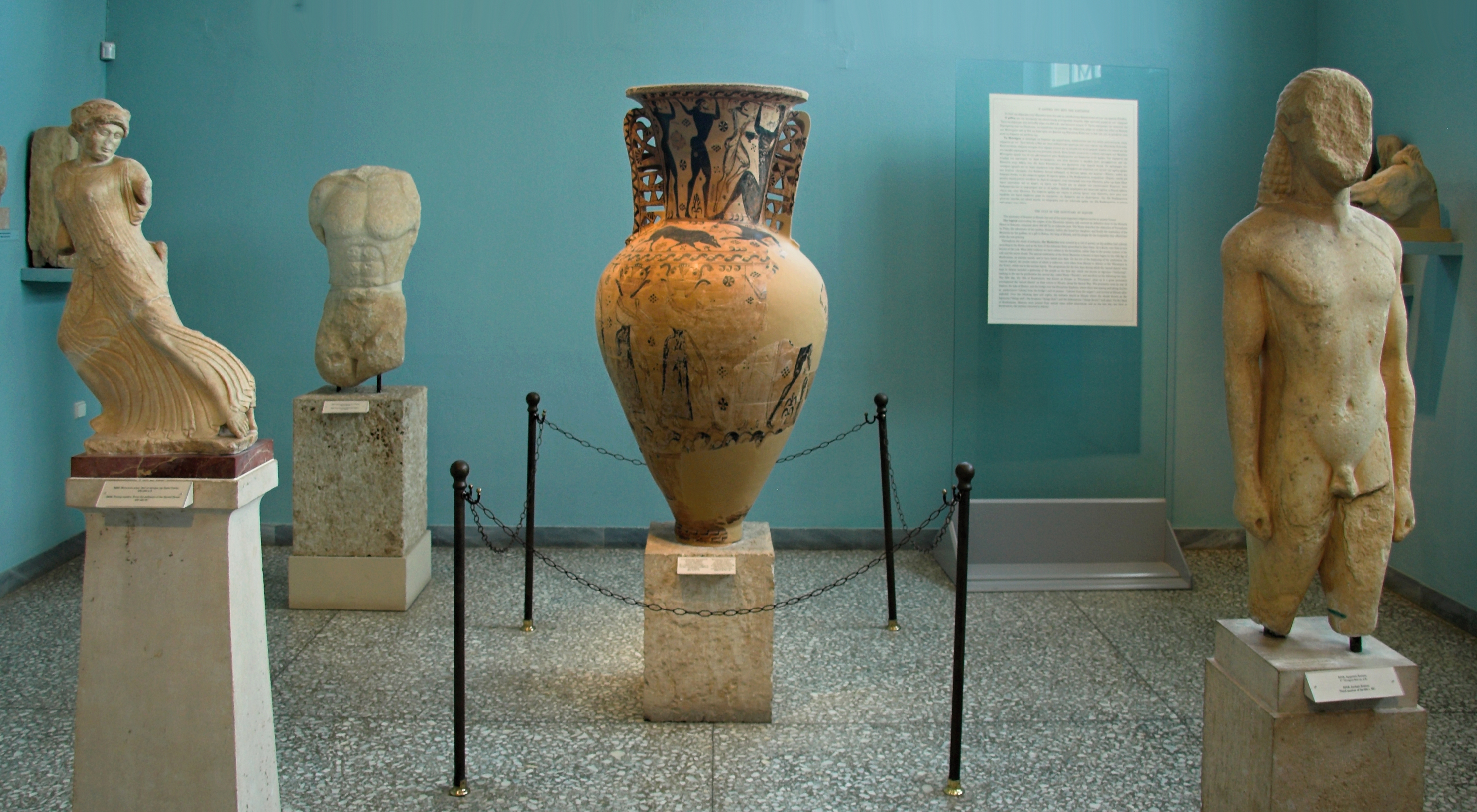
Sala do Museu Arqueológico de Elêusis

Escavações realizadas a partir do século XIX expuseram as grandes dimensões do santuário, consolidaram suas ruínas e revelaram a existência de uma cultura material milenar e extremamente rica no local, sendo recuperadas muitas relíquas em escultura, cerâmica, joalheria, inscrições, ferramentas, ofertas votivas e outros objetos.

## O culto
Não se conhece ao certo a origem do culto dos Mistérios de Elêusis, e muitas teorias foram propostas, sugerindo serem herdeiros de tradições egípcias, trácias, minoicas ou micênicas que adoravam figuras de Grandes Mães como Deméter.
Tampouco é bem conhecido o ritual desenvolvido no santuário, e sobre a etapa mais solene, a iniciação, um rito secreto, praticamente nada se sabe. Contudo, há diversos testemunhos a respeito do aparato externo do festival. O Hino Homérico a Deméter, composto entre os séculos VII e VI a.C., narra as circunstâncias do rapto de Perséfone e é a primeira fonte literária a descrever a fundação dos Mistérios. No hino, quando Deméter chega a Elêusis, disfarçada de velha, oferece seus serviços ao rei Celeu, sendo-lhe confiada a função de ama do filho temporão Demofonte. Deméter promete protegê-lo do mal, apega-se ao menino e pretende torná-lo imortal. Para isso, unta-o com ambrosia, e quando ia purificá-lo no fogo, chega a mãe Metanira, e pensa que a velha ia matá-lo. Deméter então diz que a interrupção do rito tornava impossível dar-lhe a imortalidade, e acusando Metanira de imprudência e insensatez, diz: "Agora, não há como da morte e do infortúnio escapar, honra imperecível, porém, sempre terá, porque em meus joelhos esteve e em meus braços dormiu".

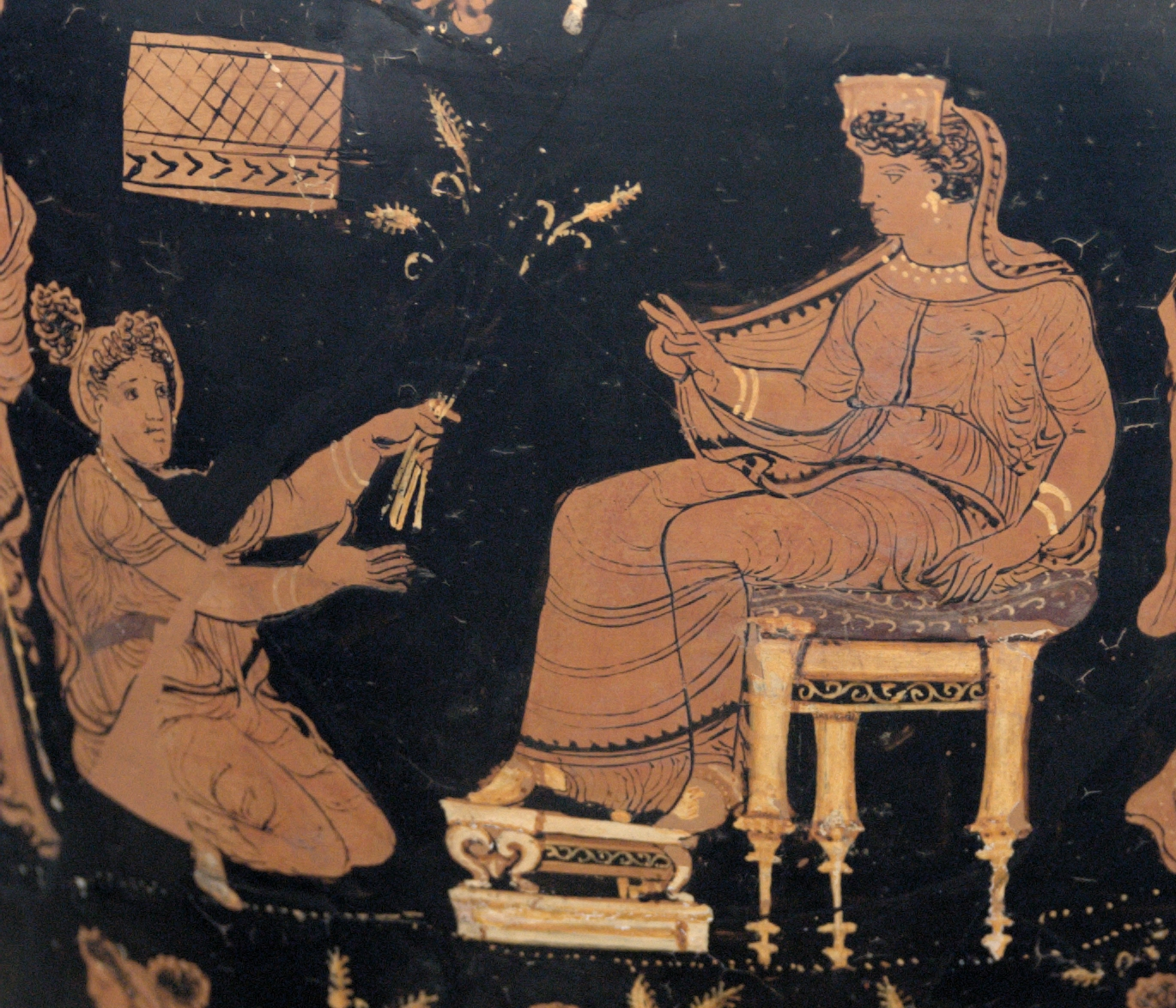
Metanira ajoelhada diante de Deméter, pintura em vaso, c. 340 a.C.

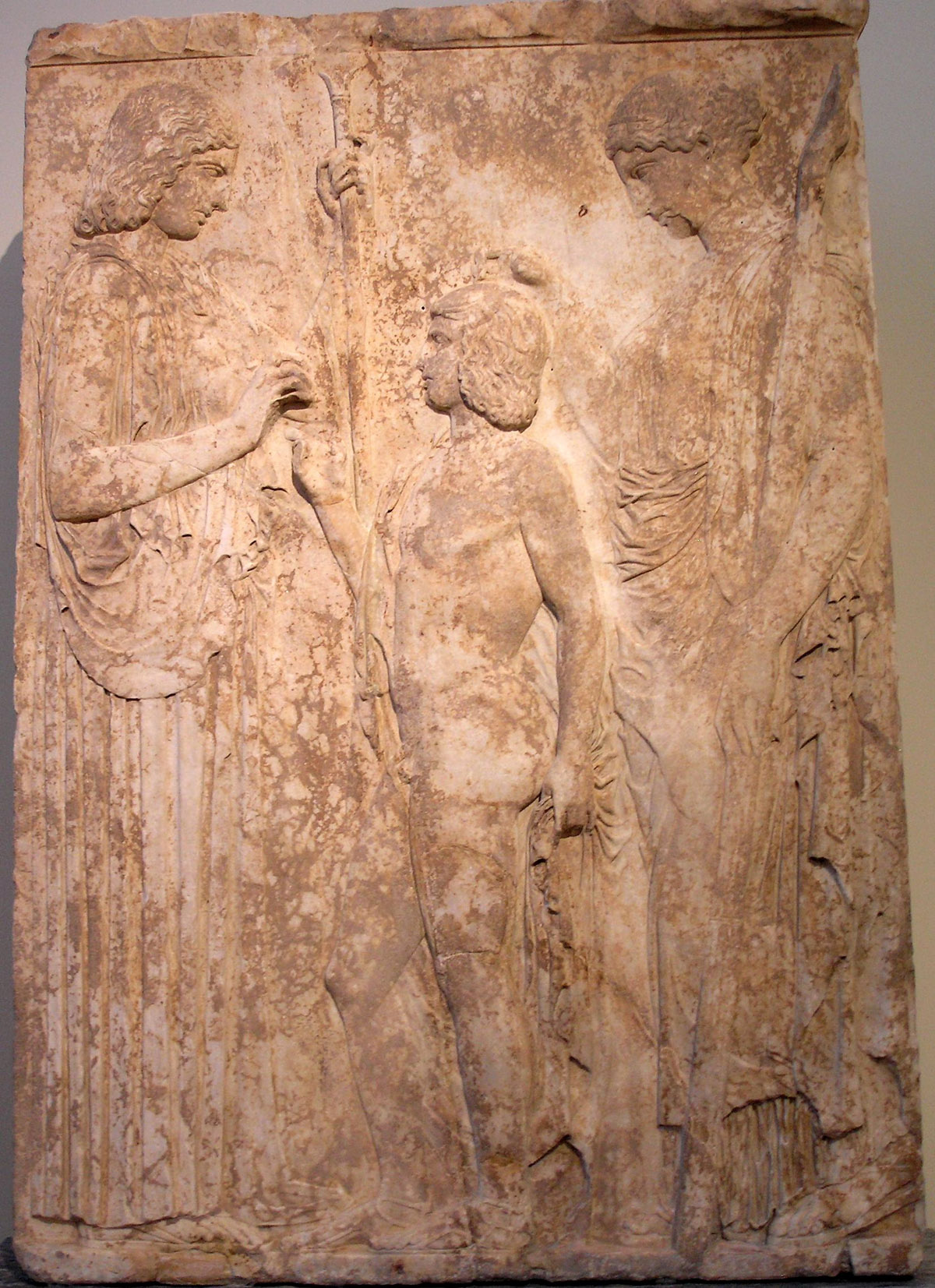
Triptólemo sendo iniciado pelas deusas Deméter e Perséfone, relevo, c. 440-430 a.C.

Apesar de muito irritada, a deusa promete uma vida após a morte aos filhos de Elêusis, revela sua verdadeira identidade, e diz a Metanira: "Conduz-me ao grande templo e sob ele um altar erga o povo. Eu mesma os ritos instituirei para que depois, realizando-os impecavelmente, minha mente se torne propícia". Dito isso, a deusa assume sua gloriosa forma divina e inunda o palácio de luz e de um odor perfumado, ao que Metanira cai de joelhos, muda de terror e pasmo, e as damas do palácio, também cheias de medo, passam a noite apaziguando a deusa. Ao amanhecer, Celeu convoca o povo e ordena que "a Deméter, de belos cabelos, templo opulento construíssem e um altar na proeminente colina. E muito rapidamente o escutaram e obedeceram ao que ele disse, e prepararam tudo como ordenara".
O hino prossegue narrando a busca por Perséfone, e depois de encontrá-la, Deméter restaura a fertilidade da terra e faz os primeiros iniciados: "E ela foi aos reis ministros das leis para esclarecer, a Triptólemo e Diocles condutores de cavalos, a Eumolpo e o poderoso Celeu, comandante do povo, para cuidar dos ritos sagrados e mostrar todos os rituais secretos, a Triptólemo e Polixeno e também Diocles, os ritos sagrados que é proibido negligenciar e deixar de lado, ou deles falar: pois tão grande é a reverência às deusas, que previnem a fala. [...] E depois de instruir todas essas coisas, a deusa entre deuses encaminhou-se ao Olimpo, para reunir-se aos outros deuses".
O hino fornece vários elementos incorporados à ritualística dos Mistérios, como as tochas usadas por Deméter em sua busca pela filha; a recusa da deusa em beber vinho, aceitando porém uma beberagem de água, cevada e hortelã, que foi a bebida ciceona tomada pelos candidatos à iniciação; sua recusa de alimento, comemorado com o período de jejum; as piadas de Iambe, depois transformadas nos vitupérios proferidos contra os candidatos; o uso de um véu e de um manto especial; a obrigação do segredo inviolável, além de localizar o templo e a fonte.
No século VII a.C. o culto já havia evoluído para um ritual iniciático complexo, perdendo parte do seu caráter primariamente propiciatório e agrícola, e incorporando uma simbologia mais voltada para a salvação e a vida após a morte. Os Mistérios começam a ser mais bem documentados depois da dominação ateniense, que ocorreu em torno desta época, quando foram regulamentados e alguns ritos menores foram transferidos para Atenas. Tornam-se então um festival grandioso, o mais importante e procurado do mundo grego, passando cada vez mais a serem vistos como um negócio de Estado, de repercussões tanto religiosas como cívicas e políticas, envolvendo uma multidão de sacerdotes, oficiais e outros agentes, com um populoso panteão de deuses e heróis, atraindo pessoas de toda a Grécia. No século IV a.C. questões envolvendo sua administração podiam requerer a participação do arconte-rei e seus assessores, o Areópago, o Conselho dos 500, o estratego militar, o demarco e o chefe da guarda de fronteira.
No período Clássico o festival se dividia em dois grandes eventos: os Mistérios Menores e os Mistérios Maiores. Todas as pessoas, de ambos os sexos, que falassem grego e não fossem manchadas pelo crime de assassinato, podiam participar, mesmo estrangeiros e escravos. Era cobrada uma taxa de admissão, que no século IV a.C. era de 15 dracmas, o equivalente a dez dias de salário de um trabalhador médio. De acordo com Thomas Taylor, "os Mistérios Menores significavam as misérias da alma enquanto sujeita ao corpo, assim também os Mistérios Maiores insinuavam, por visões místicas e esplêndidas, a felicidade da alma tanto aqui como no além, quando purificada das impurezas de uma natureza material e constantemente elevada às realidades da visão intelectual [espiritual]. Portanto, o desígnio final dos Mistérios, de acordo com Platão, era nos levar de volta aos princípios dos quais descendemos, isto é, a um gozo perfeito do bem intelectual [espiritual]".

### Mistérios Menores

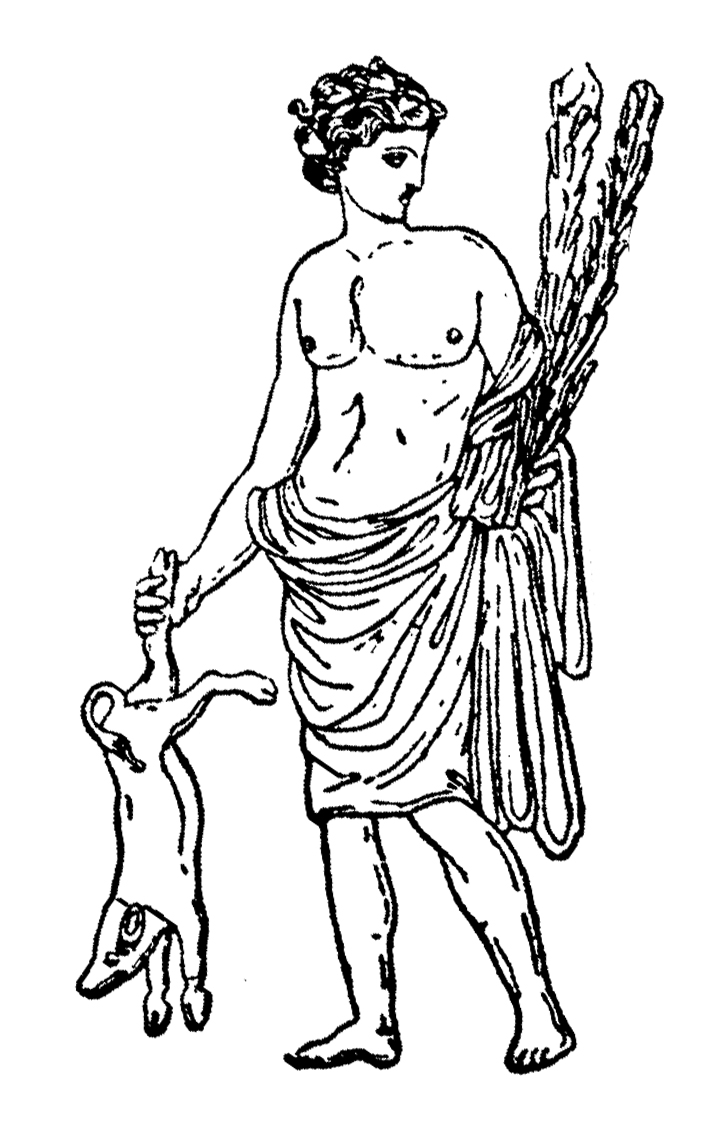
Um sacerdote carregando um leitão para o sacrifício, cópia de detalhe do vaso Regina Vasorum, século IV a.C.

Os Mistérios Menores aconteciam no mês de Anthesteria – o oitavo mês do calendário ático, no meio do inverno – sob a direção do arconte-rei de Atenas. Para se qualificarem para a iniciação, os participantes sacrificavam leitões para Deméter e Perséfone, animal fortemente associado aos Mistérios, e então se purificavam ritualmente no rio Illisos. Após a conclusão dos Mistérios Menores, os participantes eram considerados mystai (iniciados menores) e dignos de testemunhar os Mistérios Maiores.

### Mistérios Maiores
Os Mistérios Maiores ocorriam no Boedromion – o terceiro mês do calendário, caindo no final do verão – e duravam dez dias. Os autores antigos dão descrições diferentes sobre o que acontecia em cada dia, e a cronologia a seguir se baseia naquela estabelecida por Anne Mary Farrell, complementada por outros autores. No primeiro ato do festival, no dia 14 de Boedromion, eram feitos os sacrifícios preliminares conhecidos como prothymata. Depois um grupo de efebos transportava os objetos sagrados da iniciação, depositados no Telestério de Elêusis, até o Eleusínio de Atenas, acompanhados por uma procissão. No dia 15 o arconte-rei convocava o povo para a Ágora de Atenas, e o hierofante instruía o arauto a ler uma proclamação abrindo oficialmente o festival. Os mystai podiam entrar no Eleusínio após lavarem as mãos em água lustral. No dia 16 os participantes caminhavam até o porto de Atenas, purificavam-se na água do mar e limpavam leitões. Ao retornarem à cidade os leitões eram sacrificados. Possivelmente houvesse outros sacrifícios realizados pelo arconte-rei e pelas delegações oficiais das cidades gregas. O dia 17 era dedicado a esperar a chegada de retardatários. No ano de 420 a.C. foi introduzido neste dia um festival em honra do semideus Asclépio, patrono da Medicina, celebrando a sua mítica chegada atrasada aos Mistérios com sua filha Higeia. O festival envolvia grandes sacrifícios e festejos que duravam toda a noite. No dia 18 aparentemente os participantes descansavam.

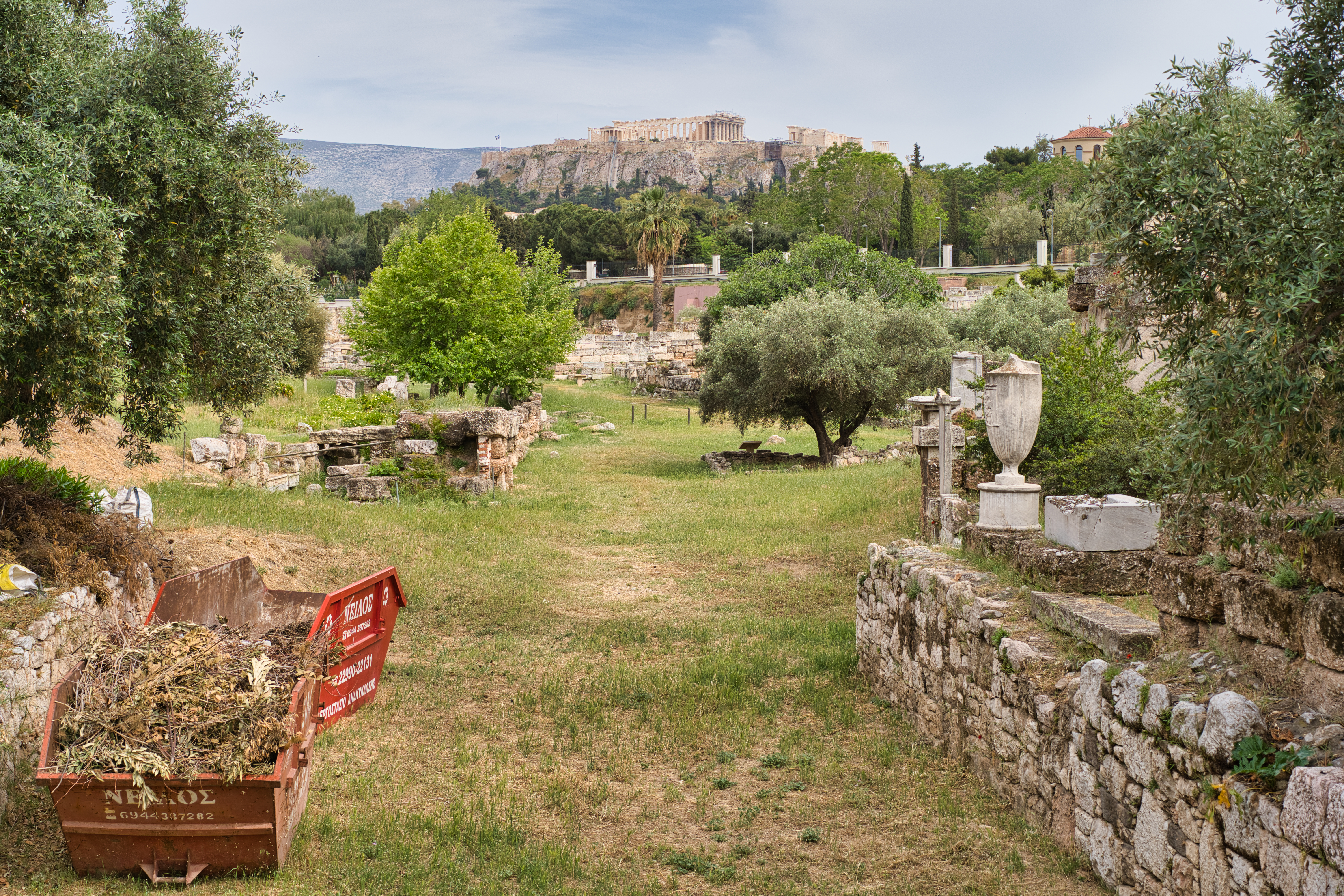
Parte da Via Sacra

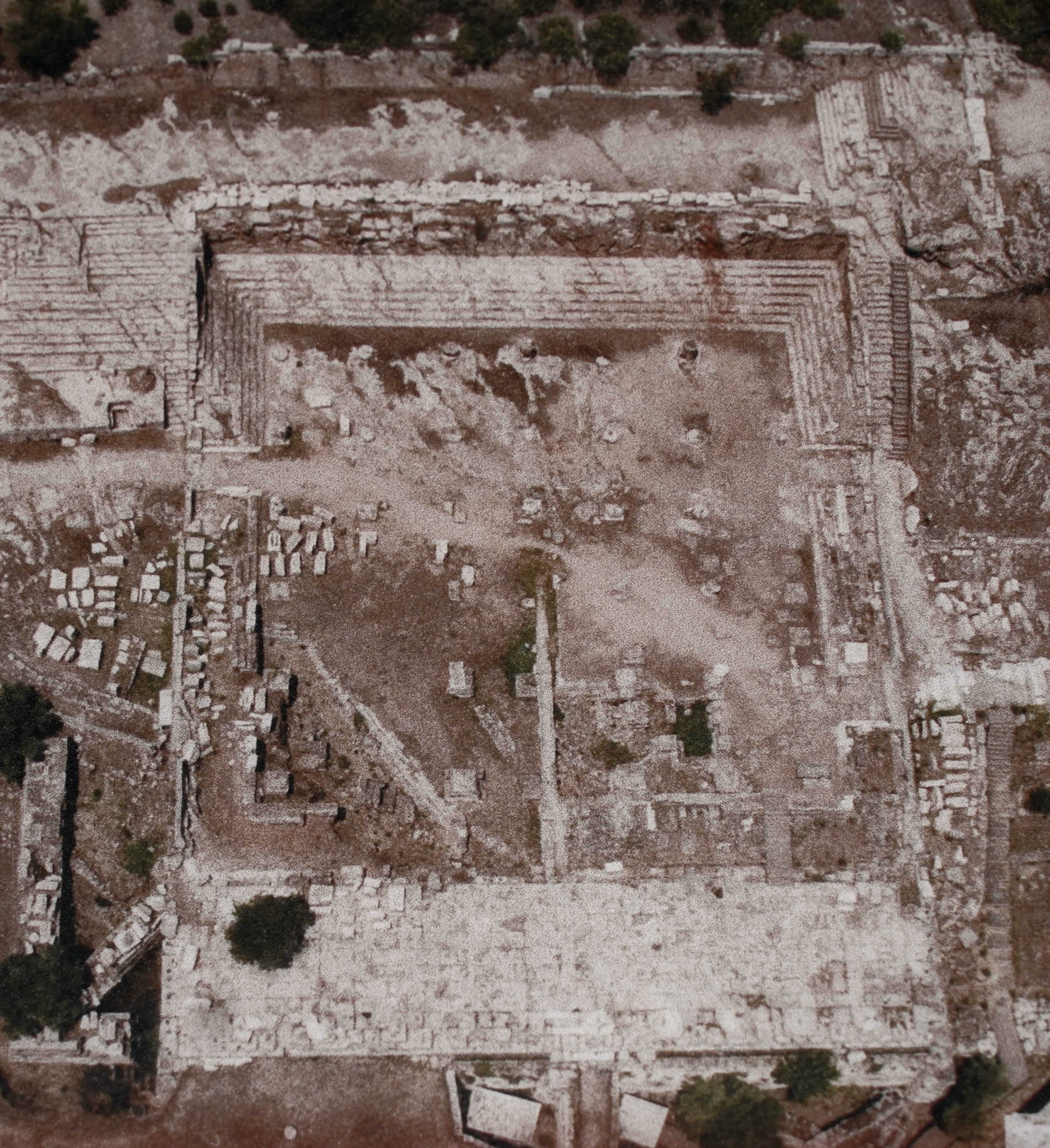
As ruínas do Telestério vistas de cima

No dia 19 ocorria uma procissão de grande pompa e solenidade, da qual participavam os sacerdotes, magistrados e oficiais cívicos, pessoas ilustres e efebos, saindo do Eleusínio de Atenas e seguindo pela Via Sacra até o santuário de Elêusis, levando de volta, dentro de cestos fechados, os objetos sagrados até o Telestério. No dia 20 uma numerosa e barulhenta massa de mystai saía de Atenas em outra procissão, levando uma estátua de Iaco, um deus menor em parte identificado com Dionísio. A estátua carregava uma tocha e era adornada com uma coroa de mirto. Ao longo do trajeto até Elêusis os mystai gritavam invocações ao deus e dançavam ao som de címbalos e trombetas. Várias paradas eram feitas no caminho para a realização de oferendas nos santuários e altares que pontilhavam o trajeto. Depois de passarem sobre a ponte do rio Rheitoi, os mystai envolviam a mão direita e a perna esquerda com tiras cor de açafrão, e faziam um descanso. Ao chegarem ao rio Cefiso, homens com cabeças cobertas, conhecidos como gephyrismoi, proferiam insultos, vaias e zombarias contra os mystai. Não se sabe ao certo o motivo deste rito, possivelmente pretendesse estimular a humildade nos mystai, ou talvez tivesse o objetivo de afastar espíritos malignos. Em qualquer caso, este aspecto do ritual aludia ao episódio do mito de Deméter em que a deusa, lamentando a perda de sua filha, teve suas amarguras aliviadas pelas piadas sujas da velha Iambe, que a fizeram sorrir. Quando a procissão se aproximava de Elêusis, efebos saíam de lá para escoltar a estátua até o santuário. Na chegada, que ocorria ao crepúsculo, era celebrada uma elaborada festa em honra de Iaco, com danças em torno da fonte Kallichoron, enquanto os mystai vestiam um manto especial, o himation, e cingiam as cabeças com uma coroa de mirto. Provavelmente eram oferecidos sacrifícios.
O jejum era quebrado no dia 21, provavelmente pela ingestão de uma bebida, a ciceona, comemorando a recusa de Deméter em beber vinho. Depois os mystai recitavam uma prece de significado obscuro: "Eu jejuei, bebi a ciceona, tirei do kiste (caixa) e depois de trabalhar nele o coloquei de volta no calathus (cesto aberto)", e então entravam no Telestério, iniciando a etapa mais solene e secreta, a iniciação maior, após a qual eram chamados epoptai ("aqueles que veem"). Geralmente se considera que a iniciação maior era composta de três elementos: dromena (coisas feitas), possivelmente uma reconstituição dramática do mito de Deméter e Perséfone, que pode ter envolvido uma simulação de hierogamia entre a alta sacerdotisa e o hierofante, renovando simbolicamente o pacto sagrado entre Deméter e Elêusis; deiknumena (coisas mostradas), objetos sagrados expostos, e legomena (coisas ditas), comentários que acompanhavam os deiknumena. A revelação dos segredos da iniciação era punida com a morte.

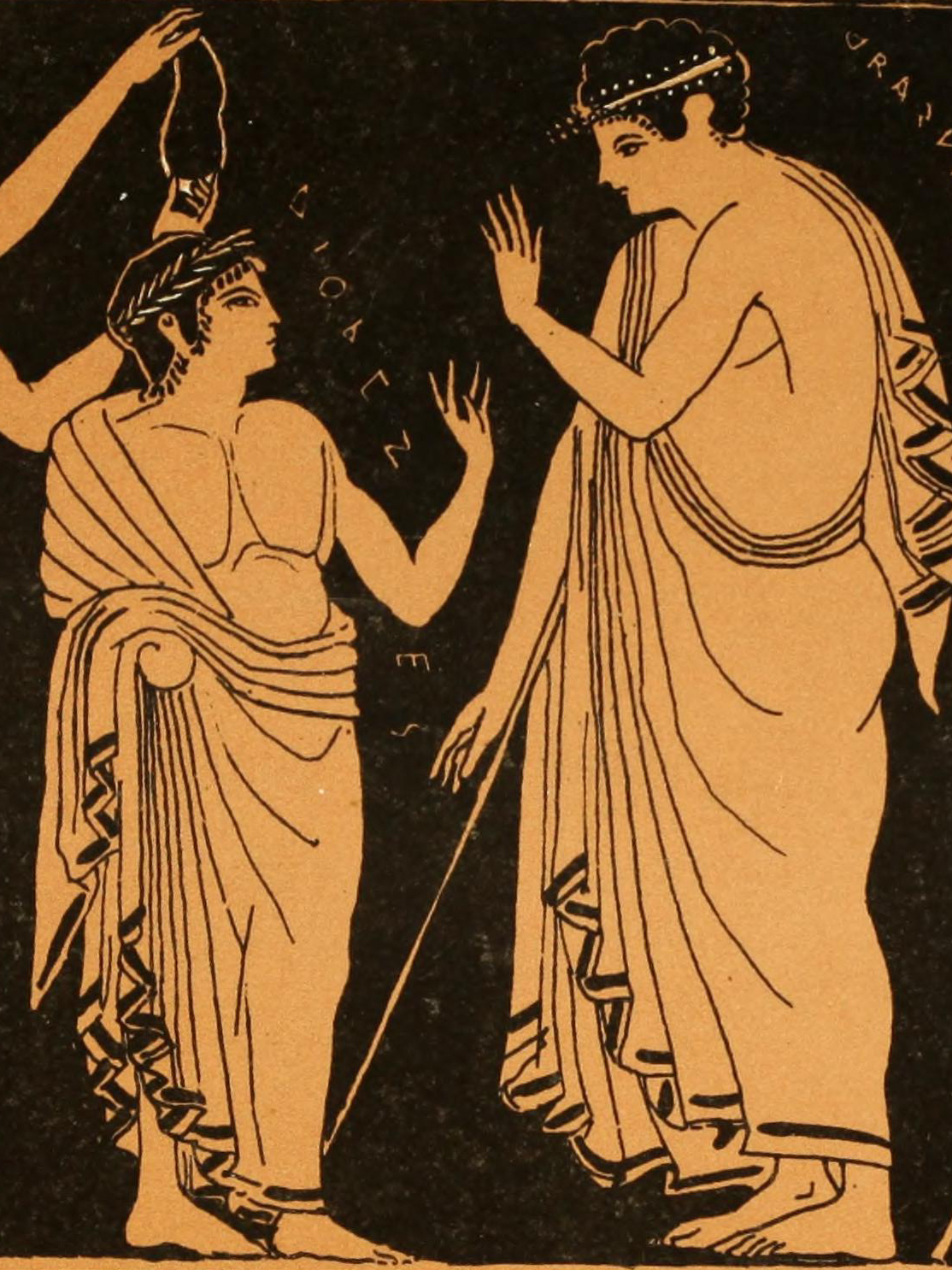
O iniciado e o hierofante, pintura em vaso

Proclo deixou um relato dizendo que, antes de lhes serem apresentados os objetos sagrados, os mystai passavam por uma experiência amedrontadora, e Aristides se refere a este momento como ao mesmo tempo "o mais aterrorizante e o mais resplandecente com tudo o que é divino". Platão deixou no diálogo Fedro um dos mais ricos e influentes relatos sobre o momento da iniciação, dizendo que "coube-nos ver a beleza em todo o seu esplendor, naqueles dias em que, junto com aquele feliz e bendito coro de espíritos benignos (eudaimoni chori), contemplamos com nossos olhos aquela visão bendita. [...] Nós vimos, e fomos iniciados naquilo que é justamente chamado de o mais abençoado dos Mistérios. Celebramos os ritos sagrados, nos tornamos completos e perfeitos e imunes aos sofrimentos que nos esperariam depois, no curso do tempo. Completas e íntegras e imóveis e felizes também eram as aparições que nos foram reveladas, como iniciados na pura luz". Essas e outras referências semelhantes, cheias de alusões ao assombro, ao deslumbramento e à reverência diante do divino, à luz e à felicidade, levaram a muitas especulações sobre o que teria sido feito aos mystai para produzir estes efeitos. Alguns estudiosos pensam que a ciceona pode ter sido uma bebida fermentada por fungos da família do esporão-do-centeio, conhecidos por produzirem efeitos alucinógenos, funcionando como um enteógeno. Contudo, outros autores levantaram objeções a esta hipótese, ou propuseram outras substâncias alucinógenas, como a psilocibina, obtida de alguns cogumelos, ou opioides extraídos da papoula. Depois da cerimônia, seguia-se uma grande festa noturna com dança e música, que era aberta ao público.
No dia 22 era feito um imponente sacrifício de touros, cuja carne era distribuída para consumo dos participantes, outros sacrifícios de leitões, mel, grãos e azeite ocorriam nos vários altares, e eram oferecidas libações aos mortos, provavelmente acompanhadas de outras festas. No dia 23, após o esvaziamento ritual de dois vasos, um na direção leste e outro na direção oeste, ocorria o retorno da procissão a Atenas, aparentemente sem quaisquer outros ritos, e o festival era oficialmente encerrado. No dia 24 o arconte-rei e seus assistentes relatavam à assembleia governante como as celebrações haviam transcorrido e recomendavam ação legal contra todos que tivessem agido de forma ímpia ou sacrílega. Os objetos sagrados da iniciação permaneciam no Telestério de Elêusis até o ano seguinte.

### Sacerdotes

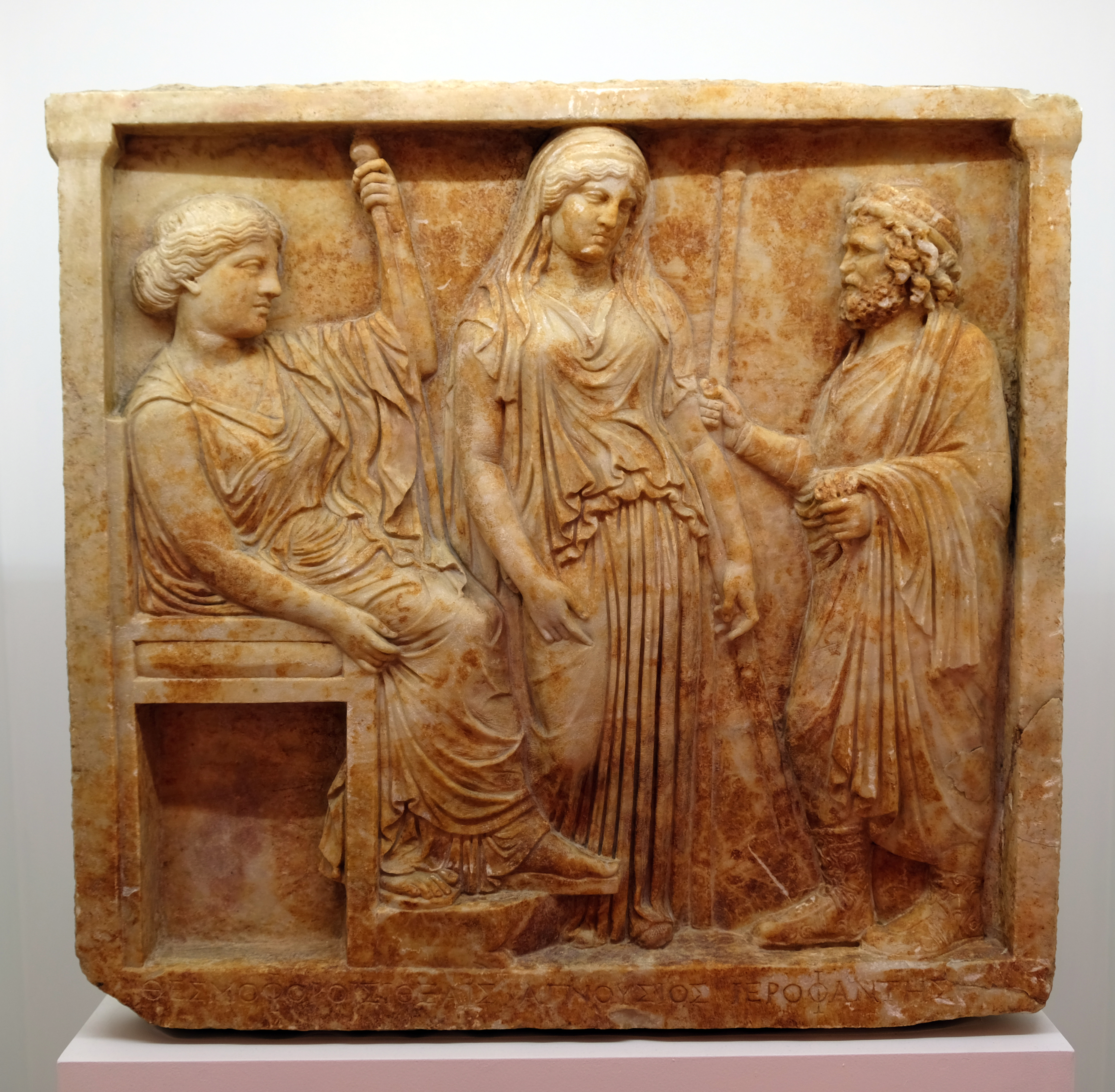
Um hierofante, à direita, diante de Deméter entronizada e sua filha Perséfone. Ex-voto, século II d.C.

O hierofante era o mais alto sacerdote envolvido na celebração. Seu cargo era vitalício e regiamente remunerado, e o ocupante era sempre um membro do clã dos Eumólpidas. Usava barba e cabelos longos, uma faixa na cabeça, uma coroa de mirto, um cetro, uma túnica especial e um manto púrpura ou vermelho. Era o único sacerdote autorizado a realizar a etapa mais solene e secreta da iniciação, mas nas etapas preliminares era assistido por vários outros sacerdotes. O hierofante tinha poder para decretar paz por cinco dias para permitir uma viagem segura dos visitantes à celebração, nomeava embaixadores e arautos, selecionava os candidatos à iniciação, liderava a procissão de Atenas até Elêusis, era o guardião do tesouro sagrado, devia periodicamente oferecer preces pelo bem do Estado, tinha jurisdição sobre violações do culto, e era responsável por colaborar na organização do evento e na sua administração financeira, recebendo as doações, as taxas cobradas para a iniciação e as multas por infrações. Também tinha direito a um assento de honra no Teatro de Dionísio e a fazer refeições no Pritaneu junto com as maiores autoridades de Atenas.
A alta sacerdotisa de Deméter era o equivalente feminino do hierofante. Seu cargo também era vitalício, seu nome era usado para datar eventos oficiais e podiam questionar os atos do hierofante em matéria de ritual. Eram escolhidas nos clãs dos Eumólpidas e dos Filíades.

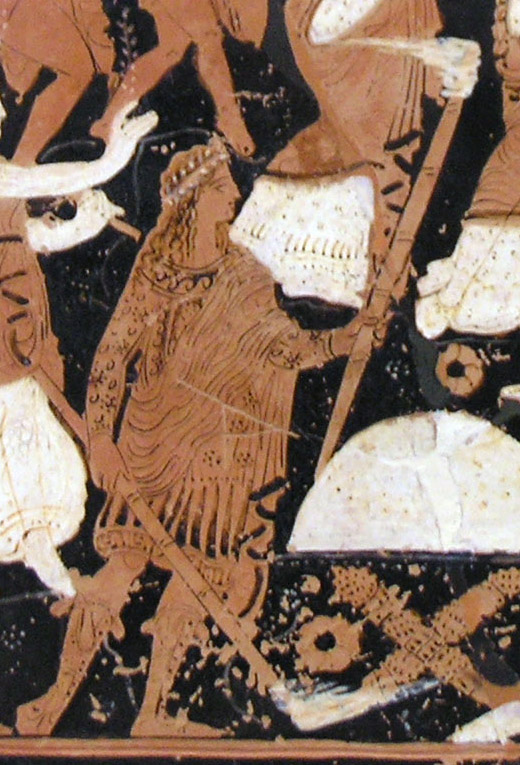
O deus Iaco em sua função de daduco, portando tochas e liderando a procissão dos iniciados. Detalhe de ex-voto, c. 450 a.C.

O daduco era o segundo na hierarquia clerical, e a partir do período Clássico era sempre escolhido no clã ateniense dos Cérices. Carregava uma tocha, simbolizando a busca de Perséfone por Deméter, lia a proclamação de abertura, assessorava o hierofante na procissão solene de Atenas a Elêusis, participava na purificação dos candidatos, na celebração dos ritos e nas etapas iniciais da iniciação, e por um especial privilégio era o único oficial que usava o chamado Velocino de Zeus durante a purificação daqueles que haviam sido maculados por sangue. Usava uma regalia muito elaborada, tinha os cabelos atados atrás da cabeça e colocava uma faixa sobre a testa. Vivia com salário do Estado no Pritaneu, e tinha o direito de ter uma estátua sua no santuário.
Os exegetas eram os responsáveis pela preservação, transmissão e interpretação das doutrinas. Sua autoridade em matéria de ritual e doutrina era ilimitada, seus decretos não podiam ser revogados senão por eles mesmos, e podiam ser usados como prova em tribunais civis. Assessoravam o Areópago em matérias jurídicas, tinham autoridade em casos de sacrilégio, impiedade e mau comportamento durante as celebrações, e podiam condenar os infratores à morte imediata sem passar por julgamento. Sempre eram escolhidos entre os Eumólpidas.
Havia uma série de outros sacerdotes e oficiais engajados nas celebrações, como o purificador, encarregado da preparação dos candidatos e da aspersão da água sagrada; o mistagogo conduzia os ritos preliminares; o espondóforo servia de relações públicas e embaixador, percorrendo as cidades proclamando a trégua sagrada, angariando doações e pedindo que as cidades enviassem delegações oficiais; o sacerdote do altar realizava sacrifícios; o arauto lia as proclamações, e outros oficiais colaboravam na organização das orgias sagradas e outras funções. Praticamente todos esses sacerdotes menores saíam dos clãs dos Eumólpidas e dos Cérices.

## Legado

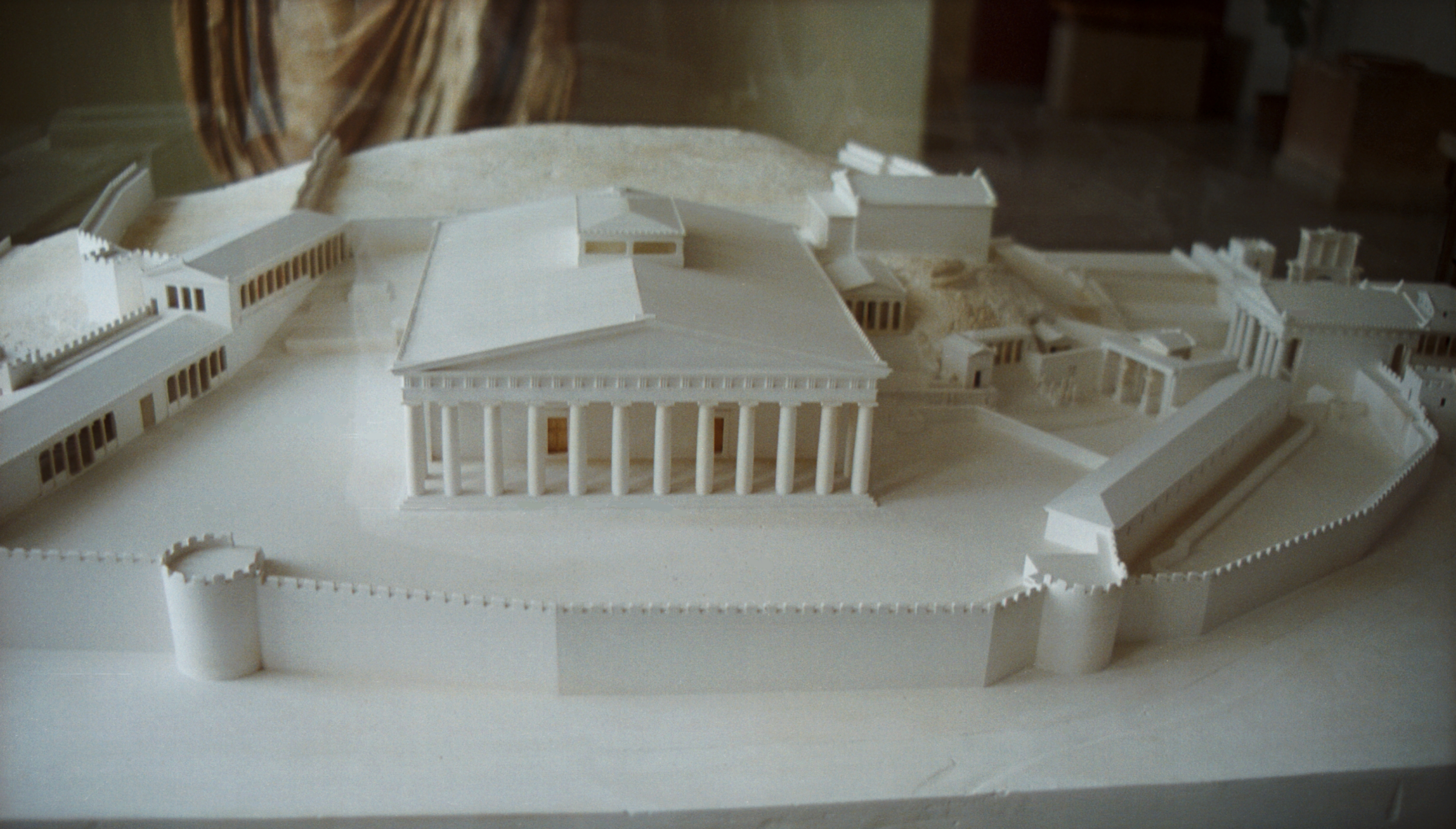
Maquete do aspecto do recinto sagrado na época romana, mostrando o Telestério no centro, rodeado de muros e outras estruturas

Os Mistérios de Elêusis foram o mais afamado e popular festival religioso da Grécia Antiga. Depois da dominação ateniense seu prestígio foi sistematicamente usado pelos atenienses para justificar sua supremacia política na Ática e entre as demais regiões gregas. A introdução dos Cérices atenienses na administração do festival e a aparição de genealogias indicando um parentesco ou uma única origem para as duas famílias, neste contexto, geralmente também são vistas como parte da pressão ateniense para legitimar a sua apropriação do festival.  Durante a dominação romana seu prestígio aumentou ainda mais, espalhando-se por todo o Império. Muitos imperadores e outros romanos ilustres foram iniciados.
Na Antiguidade a percepção sobre os Mistérios era extremamente positiva: há muitos testemunhos declarando o papel transformador que a iniciação tinha na vida das pessoas, renovando-as espiritualmente, fazendo-as abandonar o medo da morte e dando-lhes sabedoria, paz, esperança e felicidade. Sua própria simbologia estava centrada na passagem da morte para uma nova vida, na subida da escuridão para a luz, e da ignorância para o entendimento, refletidas em imagens ligadas à agricultura e ao ciclo das estações em suas incessantes alternâncias entre a esterilidade do inverno e a fertilidade da primavera.

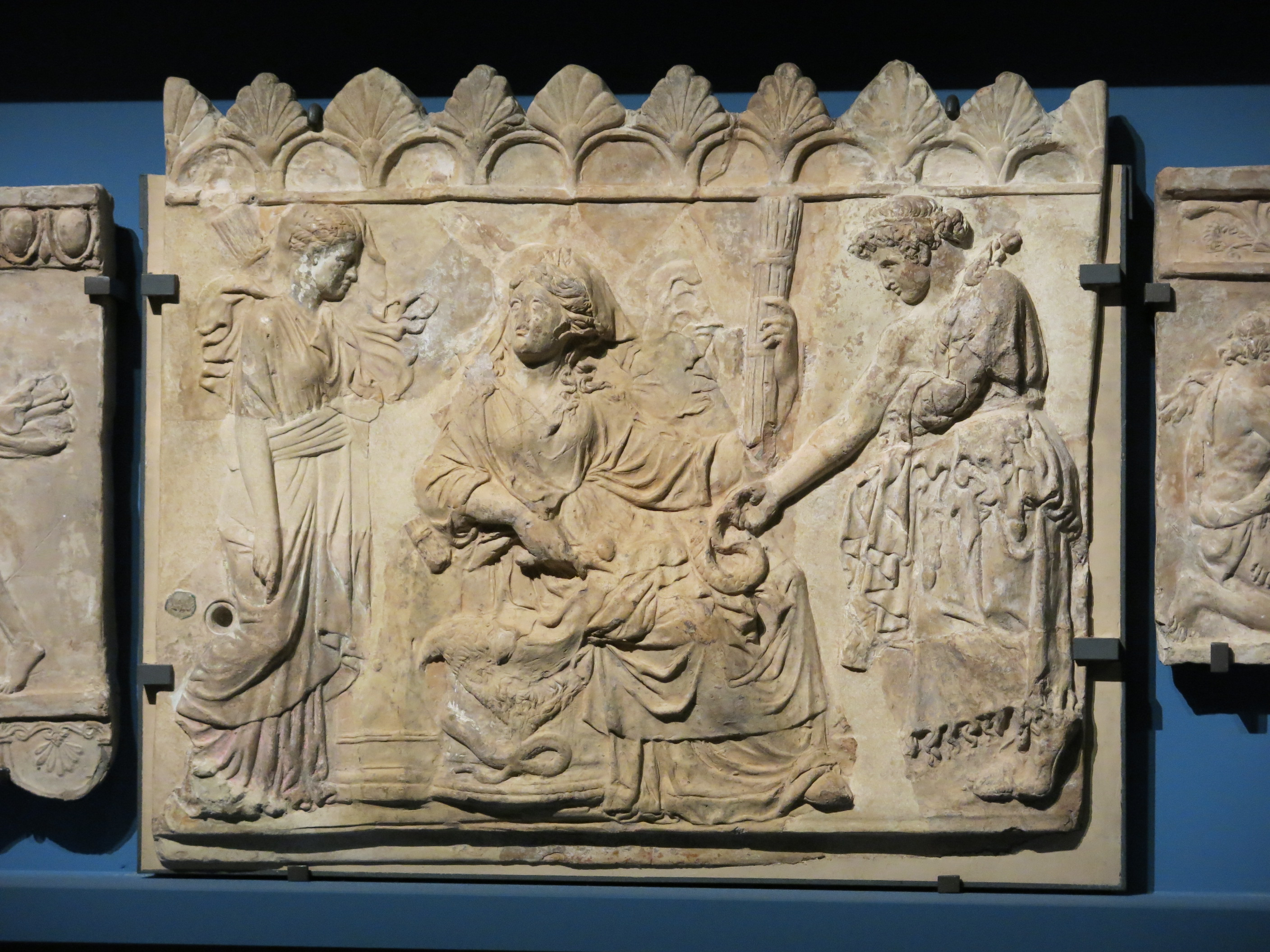
Representação da iniciação em placa votiva, século I a.C.

Segundo Fred Miller, "inquestionavelmente, para aqueles iniciados nos Mistérios nos períodos helenístico e romano, Elêusis oferecia uma promessa clara de uma sobrevivência pessoal à morte e de uma vida abençoada após a morte". O Hino Homérico a Deméter  havia declarado que "bendito é o mortal que viu esses sacros ritos, mas o não iniciado, que não participou deles, jamais receberá o mesmo quinhão, quando morrer na mais horrível treva". Para Sófocles, "três vezes felizes são aquele mortais que, tendo visto esses ritos, partem para o mundo dos mortos, pois somente a eles é concedido terem lá uma vida verdadeira; para todos os outros só haverá o mal". Píndaro disse que "bendito é aquele que viu essas coisas antes de partir para o submundo, pois ele conhece o fim da vida mortal e o começo da vida nova outorgada pelos deuses". O poeta Crinágoras também deixou um testemunho: "Mesmo que você leve uma vida completamente sedentária, e nunca tenha singrado os mares ou percorrido as estradas, ainda assim uma vez levante-se e vá até a Ática para participar dos ritos sagrados de Deméter, através dos quais seu coração nunca mais será oprimido pela preocupação, e quando você voltar para os seus, seu coração estará mais leve". O romano Cícero escreveu dizendo que "entre as muitas instituições excelentes e, na verdade, divinas, que a vossa Atenas promoveu, contribuindo para a vida humana, nenhuma, na minha opinião, é melhor do que aqueles Mistérios. Pois através deles fomos resgatados do nosso modo de vida bárbaro e selvagem para um estado de vida e civilização educados e refinados; e como os ritos são chamados de iniciações, na verdade neles ganhamos o conhecimento das origens da vida e o poder não apenas de vivermos felizes, mas também de morrermos com mais esperança". Segundo uma narrativa do historiador Zósimo, quando o imperador Valentiniano I proibiu os Mistérios em 364 d.C., foi convencido a voltar atrás pelo procônsul Vettius Agorius Praetextatus, argumentando que "a vida dos gregos se tornaria indigna de ser vivida se fossem impedidos de celebrar os mais sagrados dos Mistérios, que têm o poder de manter unida toda a raça humana", evidenciando até esta data tardia a alta consideração em que eram tidos.
Mesmo depois da supressão definitiva dos Mistérios pelo imperador Teodósio em 392 d.C., sua lembrança sobreviveu em tradições populares, e elementos do mito de Deméter e Perséfone foram transportados pelos camponeses da região para as lendas de santos cristãos. Uma das cariátides sobreviventes do santuário destruído foi batizada pelos camponeses como Santa Demetra, recebendo regularmente oferendas e coroas de flores. Uma capela cristã foi construída sobranceira ao antigo Telestério e consagrada a Nossa Senhora das Sementes.

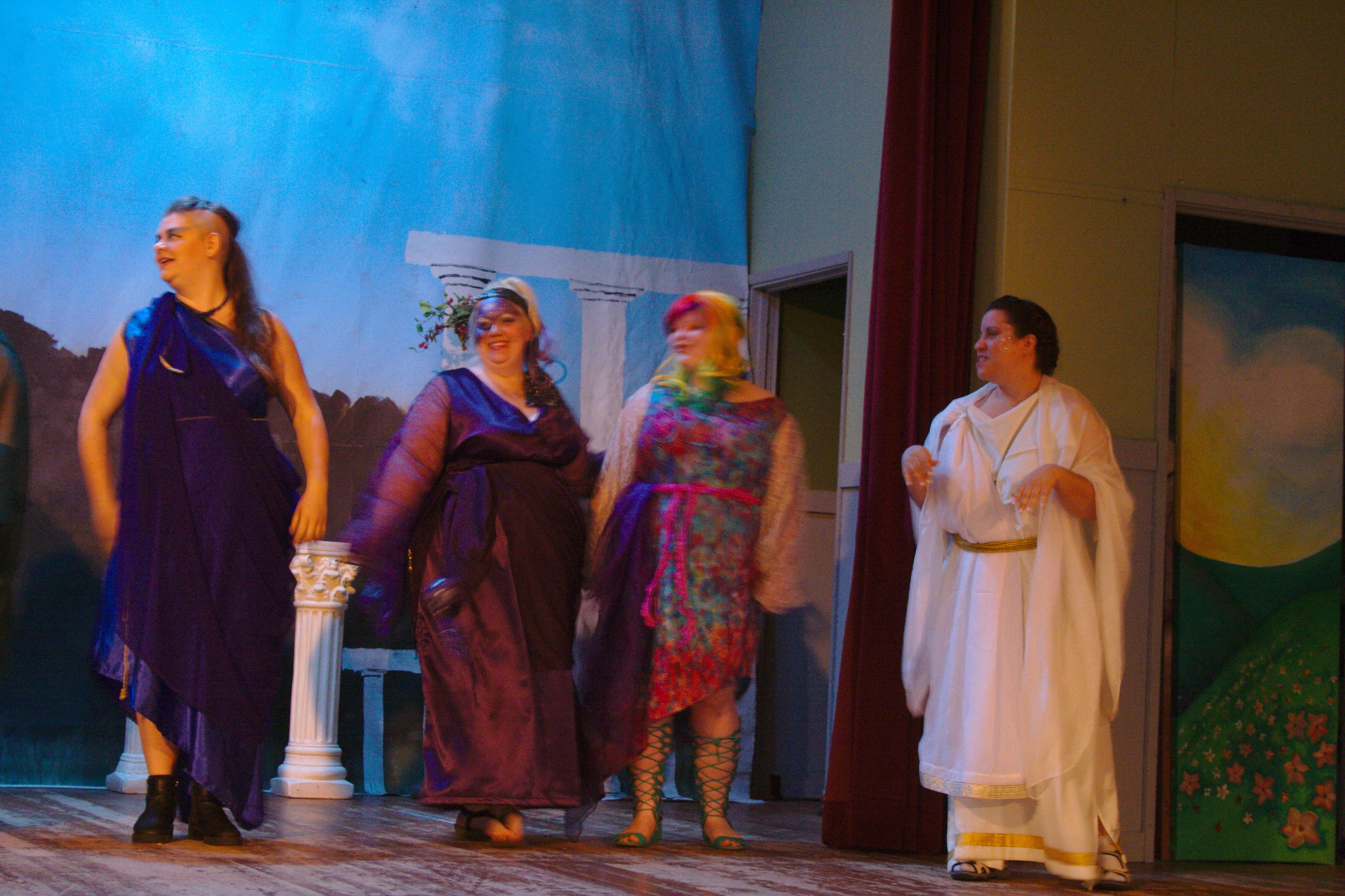
Reencenação contemporânea dos Mistérios Menores

A partir do fim do século XIX várias tentativas foram feitas para reviver os Mistérios, mas como seu conteúdo central é desconhecido, elas se basearam em muita especulação a partir do simbolismo do mito e em alusões fragmentárias dos autores antigos, iconografia e outras fontes. Em 1888 a Ordem Hermética da Aurora Dourada adotou títulos de sacerdotes eleusinos em sua hierarquia, Aleister Crowley criou um Rito de Elêusis na Ordem do Templo Oriental, e depois vários grupos neopagãos continuaram se inspirando neles. Elementos também são encontrados em diversas escolas iniciáticas que ainda persistem, como a maçonaria. É a doutrina da vida universal, que se encerra no simbólico grão de trigo de Elêusis, que deve morrer e ser sepultado nas entranhas da terra, para que possa renascer como planta, à luz do dia, depois de abrir caminho através da escuridão em que germina.
Os Mistérios deixaram uma marca duradoura no imaginário cultural do Ocidente, inspirando ao longo de séculos uma legião literatos, artistas, poetas e filósofos, dando origem a uma vasta bibliografia científica, e hoje são parte da cultura de massa, tornando-se objeto de romances, documentários, filmes, histórias em quadrinhos e imprensa, mantendo sua aura de fascínio na contemporaneidade.
As ruínas do santuário e as relíquias depositadas em seu museu atraem uma multidão de turistas todos os anos. A cidade de Elêusis continua capitalizando em cima de sua rica herança, organizando uma reedição moderna dos Mistérios que inclui encenações e uma variada programação artística e cultural. Em 2023 foi escolhida como Capital Europeia da Cultura.